# Oscar Zallhagen
Oscar Edvin Herbert Zallhagen, także Andersson (ur. 25 stycznia 1893 w Sztokholmie, zm. 20 sierpnia 1971 tamże) – szwedzki lekkoatleta, dyskobol. 
Podczas igrzysk olimpijskich w Antwerpii (1920) zajął 4. miejsce z wynikiem 41,07.
W 1921 został mistrzem Wielkiej Brytanii.
Dwukrotnie ustanawiał rekord Szwecji:
- 43,86 (14 września 1913, Sztokholm)
- 45,77 (24 września 1916, Enköping)

## Rekordy życiowe
- Rzut dyskiem – 45,77 (1916)